# Wayne Bridge
Wayne Michael Bridge (Southampton, Inglaterra, 5 de agosto de 1980) es un exfutbolista inglés. Jugaba de defensa y su último equipo fue el Reading F. C.

## Carrera

### Chelsea
Fichó por el Chelsea F. C. en julio de 2003 por 7 millones de euros, más Graeme Le Saux. Jugando como titular habitual, su mejor momento llegó en la en los cuartos de final de la Liga de Campeones de la UEFA 2003-04 ante el Arsenal. Bridge anotó el gol del triunfo en el minuto 88 logrando que el Chelsea pase a semifinales y además cortar una racha de 18 partidos sin ganar ante el Arsenal.
Posteriormente el gol se consagró ante una votación como el gol de la temporada 2003-04. A finales de ese mismo año también anotó contra el Beşiktaş y Portsmouth.
Para la temporada 2005-06, el Chelsea firmó al lateral izquierdo español Asier del Horno, Bridge se enfrentó al desafío de volver a recuperar su puesto cuando una lesión que lo dejó fuera del equipo en las últimas etapas de la temporada 2004-05.
Sus limitadas oportunidades de jugar en el equipo lo obligaron a firmar a modo de préstamo con el Fulham en enero de 2006.  Hizo su debut en la derrota por 2-1 ante el West Ham United en Upton Park. Su buen rendimiento logró asegurar su lugar en la selección para disputar Copa Mundial de fútbol de 2006 celebrada en Alemania.
Cuando volvió al Chelsea una vez más tendría que pelear su puesto con el internacional lateral izquierdo inglés Ashley Cole. Bridge jugó el partido completo en la victoria del Chelsea por 3-0 sobre el Manchester City en la primera jornada de la Premier League en la temporada 2006/07, proporcionando un centro casi perfecto, que Didier Drogba convertiría en el tercer gol del conjunto londinense.
Aun con un excelente inicio de temporada el entrenador de aquel entonces, José Mourinho prefirió Ashley Cole como lateral para la mayoría de los encuentros. Una lesión repentina de Cole a principios de 2007 le permitió a Bridge volver a ser el lateral natural del equipo, aunque días después correría la misma suerte. Jugando contra el Wycombe Wanderers en la semifinal de la Copa de la Liga Inglesa de 2007, anotó un gol a los 36 minutos, media hora más tarde fue sustituido por Frank Lampard tras sufrir una lesión.
Aunque lesionado, terminó la temporada 2006-07 recibiendo dos medallas correspondientes a la final de la Copa de la Liga Inglesa contra el Arsenal en un 2-1 y en la final de la FA Cup contra el Manchester United en la victoria por 1-0.
Bridge jugó su tercer partido con el Chelsea en poco más de dos años, en la derrota por 2-1 en la final de la Copa de la Liga Inglesa 2008 ante el Tottenham Hotspur. En la cuarta ronda de la Copa de la Liga Inglesa de la temporada 2008/09 contra Burnley, Bridge llevó el brazalete de capitán en ausencia de John Terry y Frank Lampard, pero los azules perdieron en los penaltis.

### Manchester City

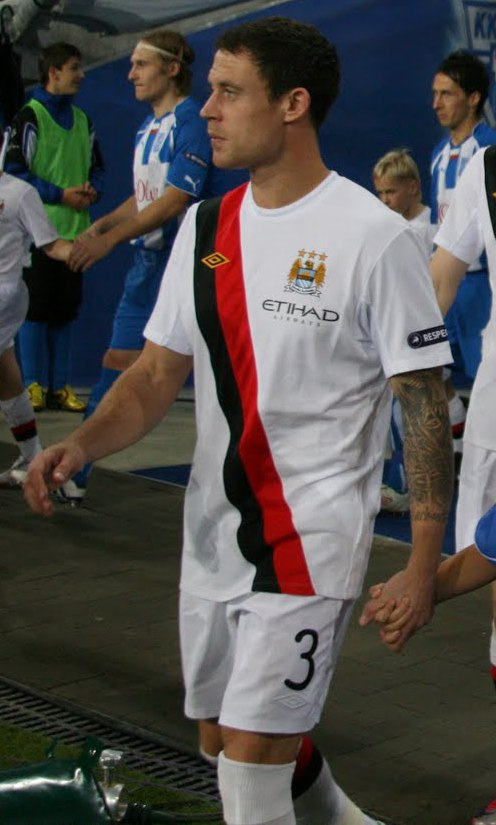
Bridge saliendo al campo de juego con el Manchester City en 2010.

El 2 de enero de 2009 el Manchester City había acordado una cantidad no revelada con el Chelsea por el traspaso de Bridge, que se cree que ronda los 14 millones de euros. Al día siguiente, se acordó los términos personales con el jugador, que más tarde pasó el reconocimiento médico, completando la transferencia y firmando un contrato de cuatro años y medio de duración. Bridge se dio a conocer dos semanas más tarde cuando hizo su debut con el club en la victoria por 1-0 ante el Wigan Athletic en un partido de la Liga. Le dieron el dorsal número 25, que luego cambiaria al número 3, que fue usado previamente por Michael Ball.
El 27 de febrero de 2010 el City jugó un excelente partido ante el Chelsea, que no perdía de visitante desde el comienzo de la temporada, con una victoria por 4-2. Antes del partido, Bridge estuvo involucrado en un incidente en el que se negó a darle la mano a capitán del Chelsea y excompañero de equipo del club e internacional John Terry, quien había admitido un mes antes haber tenido un romance con su exnovia y madre de su primer hijo Vanessa Perroncel.
Su posición como lateral izquierdo del Manchester City se desvaneció poco a poco con la llegada de dos nuevos laterales izquierdos, Aleksandar Kolarov proveniente de la Lazio, y Gaël Clichy del Arsenal.
El 12 de enero de 2011 se unió al West Ham United en calidad de préstamo hasta el final de la temporada.  Hizo su debut el 15 de enero en una derrota por 3-0 ante el Arsenal. Bridge hizo dieciocho apariciones jugando para el West Ham antes de que su préstamo terminara.
Durante su estancia en el West Ham una vez más ante el partido frente a su ex club el Chelsea, se negó a darle la mano a John Terry.
El 31 de enero de 2012 se anunció que Bridge se había unido al Sunderland en un acuerdo de préstamo hasta el final de la temporada 2011/12. Hizo su debut al día siguiente entrando como suplente de Kieran Richardson en el minuto 83 en la victoria de 3-0 contra el Norwich City.
Hizo su primera aparición como titular para el Sunderland en su victoria por 1-0 ante el Liverpool el 10 de marzo de 2012, y también apareció en cuartos de final de la FA Cup contra el Everton la semana siguiente.
El 6 de julio de 2012 se confirmó que Bridge se uniría al Brighton & Hove Albion siendo su tercer equipo en forma de préstamo consecutivo. Hizo su debut en Brighton el 14 de agosto de 2012 en una derrota a domicilio 3-0 con el Swindon Town por la Copa de la Liga Inglesa. Su primer gol llegó el 25 de agosto de 2012 en una derrota en casa de Barnsley 5-1, su primer gol desde que anotó para el Chelsea en diciembre de 2003. Bridge jugó 37 partidos de Liga de Brighton, anotando tres goles, ayudando a alcanzar el cuarto lugar en la liga.

### Reading
El 6 de junio de 2013 se reveló que Bridge había firmado un contrato de un año con el recién descendido al Football League Championship, Reading FC, rechazando las ofertas del Queens Park Rangers y el Brighton.
El 6 de mayo de 2014 anunció su retiro del fútbol.

## Vida personal

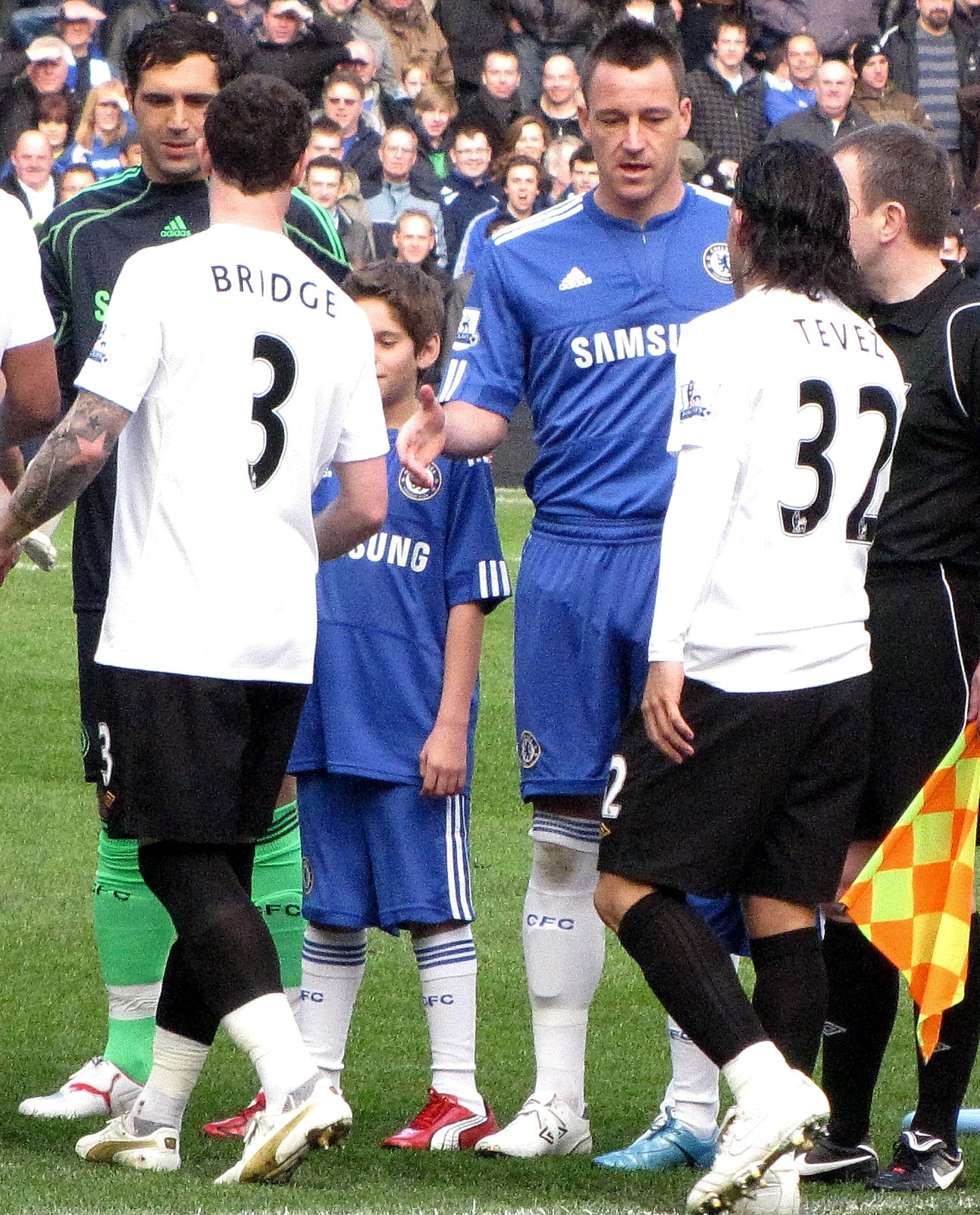
Bridge le niega el saludo a John Terry previo a un encuentro entre Chelsea y Manchester City.

Bridge tuvo un hijo con su por entonces novia, la modelo francesa Vanessa Perroncel, llamado Jaydon, nacido en noviembre de 2006 en Westminster, Londres. Poco después firmó un nuevo contrato de cuatro años con el Chelsea.
El 29 de enero de 2010, se hizo público que John Terry, tuvo relaciones extramatrimoniales con Perroncel, quien hasta diciembre de 2009 fue la novia de Bridge. Esto provocó que Bridge renunciara a la selección, y que Fabio Capello destituya a Terry como capitán de la misma.
El central del Chelsea y el lateral del City se verían las caras por primera vez el 27 de febrero, con todas las cámaras al pendiente del apretón de manos entre ambos jugadores antes del comienzo del partido. Sin embargo al llegar a la altura de Terry, Bridge apartó la mano y pasó a saludar al siguiente jugador del Chelsea. Una vez más durante un encuentro entre el West Ham y el Chelsea, Bridge se negó a darle la mano a Terry.
El 8 de abril de 2013, Frankie Sandford, su novia actual, anunció en Twitter que estaban comprometidos, el tuit incluía una imagen del anillo de compromiso. El 2 de mayo anunciaron que estaban esperando un bebé. Finalmente desde la cuenta de Twitter de su pareja avisaron de que su bebé había dado a luz el 18 de octubre de 2013 llamado Parker Bridge.

## Selección nacional
Fue internacional con la selección nacional de fútbol de Inglaterra en 36 ocasiones y ha marcado un gol. Su debut como internacional se produjo en febrero de 2002 en un partido entre Inglaterra y los Países Bajos.
Debido a la infidelidad de su novia con su compatriota John Terry, Bridge renunció a la selección inglesa de cara a la Copa Mundial de Fútbol de 2010.

### Participaciones en Copas del Mundo
| Copa              | Sede                | Resultado        | Partidos | Goles |
| ----------------- | ------------------- | ---------------- | -------- | ----- |
| Copa Mundial 2002 | Corea del Sur Japón | Cuartos de final | 2        | 0     |
| Copa Mundial 2006 | Alemania            | Cuartos de final | 0        | 0     |

### Participaciones en Eurocopas
| Copa          | Sede     | Resultado        | Partidos | Goles |
| ------------- | -------- | ---------------- | -------- | ----- |
| Eurocopa 2004 | Portugal | Cuartos de final | 0        | 0     |

## Estadísticas

### Clubes
| Club | Temporada     | Div.          | Liga  | Liga  | FA Cup | FA Cup | Copa de la Liga | Copa de la Liga | Otros(1) | Otros(1) | Total | Total |
| Club | Temporada     | Div.          | Part. | Goles | Part.  | Goles  | Part.           | Goles           | Part.    | Goles    | Part. | Goles |
| --- | ------------- | ------------- | ----- | ----- | ------ | ------ | --------------- | --------------- | -------- | -------- | ----- | ----- |
| Southampton F. C. Inglaterra | 1998-99       | 1.ª           | 23    | 0     | 0      | 0      | 1               | 0               | —        | —        | 24    | 0     |
| Southampton F. C. Inglaterra | 1999-00       | 1.ª           | 18    | 1     | 2      | 0      | 2               | 0               | —        | —        | 22    | 1     |
| Southampton F. C. Inglaterra | 2000-01       | 1.ª           | 38    | 0     | 4      | 0      | 3               | 0               | —        | —        | 45    | 0     |
| Southampton F. C. Inglaterra | 2001-02       | 1.ª           | 38    | 0     | 1      | 0      | 3               | 0               | —        | —        | 42    | 0     |
| Southampton F. C. Inglaterra | 2002-03       | 1.ª           | 34    | 1     | 4      | 0      | 2               | 0               | —        | —        | 40    | 1     |
| Southampton F. C. Inglaterra | Total club    | Total club    | 151   | 2     | 11     | 0      | 11              | 0               | —        | —        | 173   | 2     |
| Chelsea F. C. Inglaterra | 2003-04       | 1.ª           | 33    | 1     | 2      | 0      | 0               | 0               | 13       | 2        | 48    | 3     |
| Chelsea F. C. Inglaterra | 2004-05       | 1.ª           | 15    | 0     | 2      | 0      | 4               | 0               | 4        | 0        | 25    | 0     |
| Chelsea F. C. Inglaterra | 2005-06       | 1.ª           | 0     | 0     | 1      | 0      | 1               | 0               | 0        | 0        | 2     | 0     |
| Chelsea F. C. Inglaterra | 2006-07       | 1.ª           | 22    | 0     | 3      | 0      | 4               | 1               | 4        | 0        | 33    | 1     |
| Chelsea F. C. Inglaterra | 2007-08       | 1.ª           | 11    | 0     | 3      | 0      | 5               | 0               | 3        | 0        | 22    | 0     |
| Chelsea F. C. Inglaterra | 2008-09       | 1.ª           | 6     | 0     | 0      | 0      | 2               | 0               | 4        | 0        | 12    | 0     |
| Chelsea F. C. Inglaterra | Total club    | Total club    | 87    | 1     | 11     | 0      | 16              | 1               | 28       | 2        | 142   | 4     |
| Fulham F. C. Inglaterra | 2005-06       | 1.ª           | 12    | 0     | —      | —      | —               | —               | —        | —        | 12    | 0     |
| Manchester City F. C. Inglaterra | 2008-09       | 1.ª           | 16    | 0     | —      | —      | —               | —               | 6        | 0        | 22    | 0     |
| Manchester City F. C. Inglaterra | 2009-10       | 1.ª           | 23    | 0     | 2      | 0      | 3               | 0               | —        | —        | 28    | 0     |
| Manchester City F. C. Inglaterra | 2010-11       | 1.ª           | 3     | 0     | 0      | 0      | 0               | 0               | 4        | 0        | 7     | 0     |
| Manchester City F. C. Inglaterra | 2011-12       | 1.ª           | 0     | 0     | 0      | 0      | 1               | 0               | 0        | 0        | 1     | 0     |
| Manchester City F. C. Inglaterra | Total club    | Total club    | 42    | 0     | 2      | 0      | 4               | 0               | 10       | 0        | 58    | 0     |
| West Ham United F. C. Inglaterra | 2010-11       | 1.ª           | 15    | 0     | 2      | 0      | 1               | 0               | —        | —        | 18    | 0     |
| Sunderland A. F. C. Inglaterra | 2011-12       | 1.ª           | 8     | 0     | 2      | 0      | —               | —               | —        | —        | 10    | 0     |
| Brighton & Hove Albion F. C. Inglaterra | 2012-13       | 2.ª           | 37    | 3     | 2      | 0      | 1               | 0               | 2        | 0        | 42    | 3     |
| Reading F. C. Inglaterra | 2013-14       | 2.ª           | 12    | 0     | 0      | 0      | 0               | 0               | —        | —        | 12    | 0     |
| Total carrera | Total carrera | Total carrera | 364   | 6     | 30     | 0      | 33              | 1               | 40       | 2        | 467   | 9     |
| (1) Incluye datos de la Liga de Campeones de la UEFA (2003-09), Community Shield (2006), Copa de la UEFA (2008-09), Liga Europa de la UEFA (2010-11) y playoffs de la Football League (2013). |               |               |       |       |        |        |                 |                 |          |          |       |       |

## Palmarés

### Títulos nacionales
| Título           | Club          | País       | Año  |
| ---------------- | ------------- | ---------- | ---- |
| Copa de la Liga  | Chelsea F. C. | Inglaterra | 2005 |
| Premier League   | Chelsea F. C. | Inglaterra | 2005 |
| Community Shield | Chelsea F. C. | Inglaterra | 2005 |
| Copa de la Liga  | Chelsea F. C. | Inglaterra | 2007 |
| FA Cup           | Chelsea F. C. | Inglaterra | 2007 |